# میچیهیرو اوزاوا
میچیهیرو اوزاوا (به انگلیسی: Michihiro Ozawa) بازیکن فوتبال اهل ژاپن و عضو تیم ملی فوتبال ژاپن است که در تاریخ ۰۳ ژوئن ۱۹۵۶ میلادی اولین بازی ملی‌اش را انجام داد. او در ۳۶ بازی ملی حضور داشت و آخرین بازی ملی خود را در تاریخ ۳ مارس ۱۹۶۴ میلادی انجام داد. میچیهیرو اوزاوا در بازی‌های ملی‌اش
گلی به ثمر نرساند.